# Николае Тимофти
Николае Тимофти (на румънски: Nicolae Timofti) е молдовски юрист и независим политик, 4-ти президент на Молдова от 23 март 2012 г. до 23 декември 2016 година.
Той е роден на 22 декември 1948 г. в Чутулещи. През 1972 г. завършва право в Кишиневския държавен университет, а от 1976 година е съдия. От 2005 г. е съдия във Върховния съд, а през 2011 г. оглавява Висшия съдебен съвет.
На 16 март 2012 г. е избран от парламента за президент на Молдова, след като от 2009 г. постът е заеман от изпълняващи длъжността поради противоречия между политическите партии.